# Királyok völgye 32

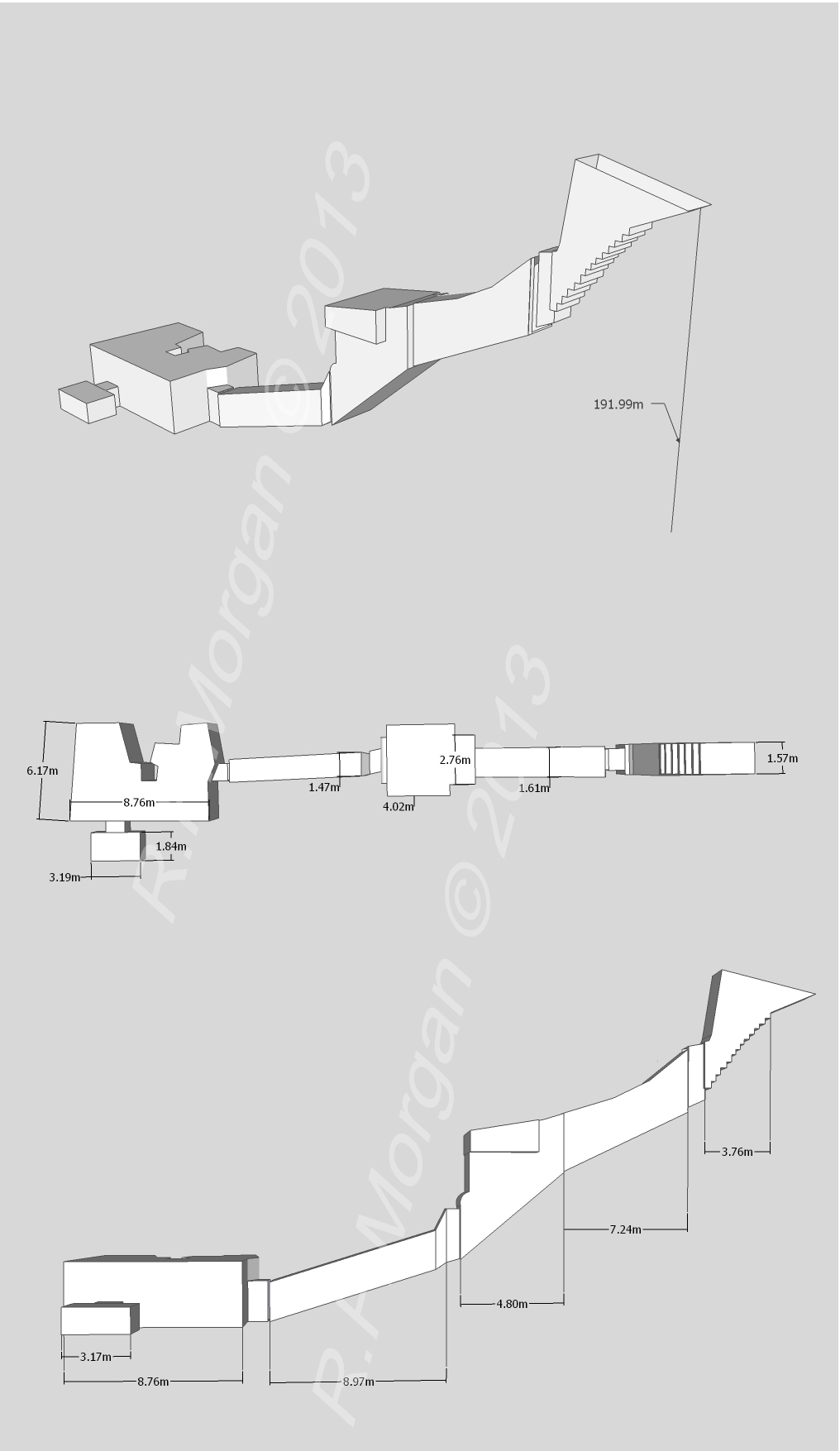
A sír izometrikus képe, alaprajza és oldalnézeti metszete egy 3D-modell alapján

A Királyok völgye 32 (KV32) egy egyiptomi sír a Királyok völgye keleti völgyében, a délnyugati vádi déli ágában. A XVIII. dinasztia idején élt Tiaa királyné, II. Amenhotep feleségének és IV. Thotmesz anyjának a sírja. A sírt a Victor Loret fedezte fel 1898-ban. A sírt 2000-2001-ben a Bázeli Egyetem MISR Project: Mission Siptah-Ramses X projektjén belül feltárták. Ez a kutatócsoport találta meg Tiaa királyné kanópuszládáját, így sikerült azonosítani a sír tulajdonosát.
A sír befejezetlen és díszítetlen. Alaprajza hasonlít a KV21-re. Egyenes tengelyű, hossza 39,67 m, területe 106,3 m². Egy bejárati lépcsőt folyosó, lépcső, majd folyosó követ, végül a befejezetlen sírkamra következik, melynek közepén oszlop áll. Az oszlop kivésését nem fejezték be. A sírkamrából balra mellékkamra nyílik. Utóbbiba később, a KV47 sír (a XIX. dinasztiabeli Sziptah fáraó sírja) munkálatai közt véletlenül betörtek. Ekkor valószínűleg átkerült pár tárgy a KV47 sírba, ami alapján a kutatók eleinte azt hitték, Sziptah anyjának is Tiaa volt a neve, és a KV47-be temették, de valószínűbb, hogy a Tiaa nevet említő tárgyak csak akkor kerültek a sírba, amikor építése során áttörték a KV32 sír falát.
A Régiségek Legfelsőbb Tanácsa beton védőfalat emelt a sír bejárata elé.

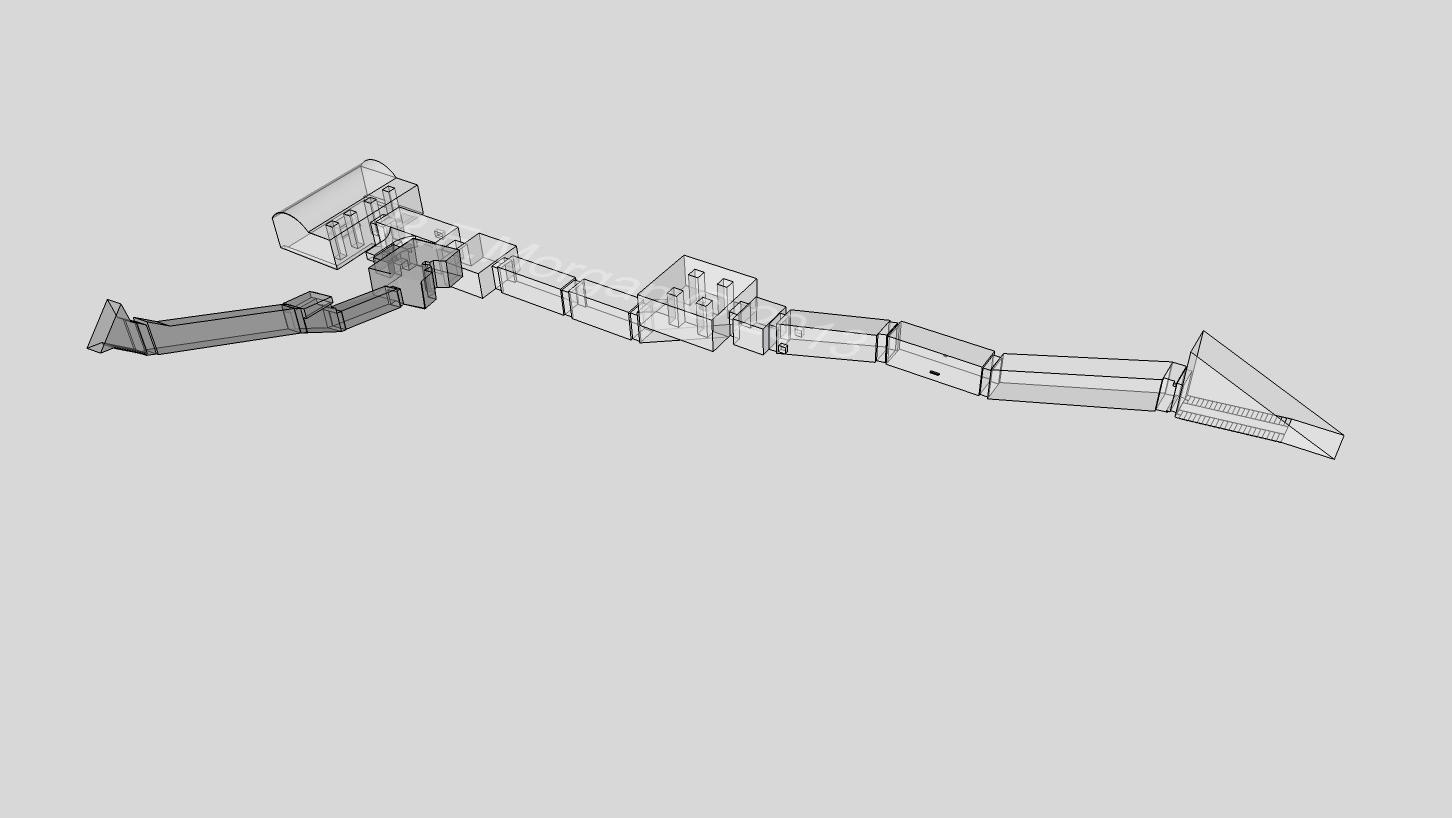
A KV47 ásása során véletlenül betörtek a KV32 sírba

## Külső hivatkozások
- Theban Mapping Project: KV32